# The Squad
 (décembre 2020).
Le contenu est difficilement compréhensible vu les erreurs de traduction, qui sont peut-être dues à l'utilisation d'un logiciel de traduction automatique.
The Squad est le nom informel d'un groupe de quatre femmes élues aux élections de 2018 à la Chambre des représentants des États-Unis, composé d'Alexandria Ocasio-Cortez de New York, d'Ilhan Omar du Minnesota, d'Ayanna Pressley du Massachusetts et de Rashida Tlaib du Michigan. Toutes sont des femmes de couleur de moins de 50 ans, ont été soutenues par le comité d'action politique de Justice Democrats (en) et sont de l'aile gauche du Parti démocrate,. Toutes les quatre occupent des sièges sûrs à la Chambre des représentants, avec des Cook Partisan Voting Index d'au moins D+26.
On dit que le groupe représente la diversité démographique d'une jeune génération politique et sert le plaidoyer pour des politiques progressistes telles que le Green New Deal, qui s'est parfois heurté à la direction de leur parti,,. Ocasio-Cortez invente le nom « Squad » dans un post Instagram une semaine après les élections de 2018. La photo, prise lors d'un événement VoteRunLead où les quatre membres se sont exprimées, devient ensuite virale.

## Nom
L'utilisation familière du mot « Squad » provient de la culture hip-hop de la côte Est et décrit « un groupe de personnes auto-choisies avec lequel vous voulez vous identifier ». Son utilisation par Ocasio-Cortez signale une familiarité avec l'argot de la génération Y comme référence ludique aux groupes sociaux de jeunes. Le quartier natal d'Ocasio-Cortez, le Bronx est à l'origine d'un groupe de hip-hop appelé Terror Squad, formé en 1998 dont les chansons contiennent toutes "Squad" dans leur nom. L'âge moyen de l'équipe est de 38,3 ans à la mi-2019, par rapport à l'âge global des membres de la Chambre qui est de 57,6 ans. Au fur et à mesure de son adoption par un public « plus âgé et plus blanc », l'utilisation du hashtag associé « #SquadGoals » sur Instagram commence à décliner.
Le New York Times considère que le Squad est sui generis, ne s'intégrant parfaitement ni aux groupements congressionnels habituels d'un « gang » (un groupe bipartisan axé sur une législation particulière) ni d'un « caucus » (un groupe de pression basé sur des intérêts particuliers). Il note que le terme, avec une connotation militariste, véhicule des valeurs de légitime défense, d'allégeance ; ayant « quelque chose d'important à protéger ». Le surnom est utilisé non seulement de manière péjorative, mais aussi de manière autoréférentielle, le Squad se faisant ainsi appeler pour exprimer sa solidarité entre elles et avec leurs supporters. Par exemple, les Justice Democrats tweetent une citation de Pressley disant : « Nous sommes plus de quatre personnes… Notre équipe comprend toute personne engagée à créer un monde plus équitable et plus juste. »

## Histoire

### Élections de 2018
Alexandra Ocasio-Cortez et Ayanna Pressley battent les titulaires démocrates aux élections primaires, tandis qu'Ilhan Omar, elle, remporte le siège précédemment occupé par le démocrate Keith Ellison, qui prend sa retraite de la Chambre pour se présenter avec succès au poste de procureur général du Minnesota, et RachIda Tlaib remporte le siège autrefois occupé par le doyen de la Chambre John Conyers, qui démissionne en décembre 2017 après près de 53 ans au Congrès. Au moins trois des membres de l'équipe fournissent des collectes de fonds et une assistance bénévole pendant les campagnes électorales d'autres membres.
Selon Pressley, elle et Ocasio-Cortez se sont rencontrées avant la Semaine d'orientation des nouveaux de première année pour le 116e Congrès des États-Unis. Au cours de cet événement, une semaine après le jour du scrutin, le 12 novembre 2018, les quatre membres de l'équipe participent à une interview en direct avec Jodi Jacobson de Rewire News, organisé par VoteRunLead, et prend une photo de groupe. Ocasio-Cortez publie la photo sur Instagram, se surnommant, elle et ses trois collègues, de Squad,. Pressley publie la photo sur sa story Instagram le même jour. Le lendemain, elles attirent déjà l'attention négative des médias conservateurs, comme Laura Ingraham de Fox News qui les surnomment « les quatre cavalières de l'apocalypse ». Les quatre femmes, connues pour leur connaissance des médias sociaux, publient régulièrement des selfies avec des légendes telles que « sister love » et « album dropping », et défendent les politiques et les remarques les unes des autres.
Après la publication, la photo de l'équipe d'Ocasio-Cortez devient un phénomène viral, et des personnalités publiques commencent à utiliser le surnom de The Squad pour désigner collectivement les quatre femmes, avec des exemples notoires d'utilisation provenant de la chroniqueuse du New York Times Maureen Dowd et de la conseillère de la Maison Blanche Kellyanne Conway. Dowd utilise le terme dans une interview avec la présidente de la Chambre, Nancy Pelosi, qui critique collectivement les quatre membres de l'équipe, mais sans les nommer. Tlaib demande alors une réunion entre Pelosi et le Squad, au nom du groupe. Une autre photo des trois membres siégeant au comité de surveillance de la Chambre lors du témoignage de Michael Cohen attire également l'attention.

### Mandats
Le 14 juillet 2019, le président Donald Trump tweete que les membres de l'équipe doivent « revenir en arrière et aider à réparer les endroits totalement brisés et infestés de crimes d'où elles viennent. Revenez ensuite et montrez-nous comment on fait. »,. L'insinuation que les personnes de couleur sont étrangères est largement considérée comme raciste ; trois des quatre sont nées aux États-Unis et la quatrième (Omar) a été naturalisée dans sa jeunesse. Le 15 juillet, les quatre femmes répondent lors d'une conférence de presse en disant : « Nous sommes là pour rester »
Le 16 juillet, la Chambre des représentants condamne les remarques de Trump dans H.Res. 489. Au cours des jours suivants, Trump continue d'attaquer les quatre femmes, déclarant lors d'un rassemblement électoral le 17 juillet : « Elles n'ont jamais rien de bien à dire. C'est pourquoi je dis : "Hé, si tu n'aimes pas ça, laisse-les partir, laisse-les partir." [...] Je pense que dans certains cas, elles détestent notre pays. ». Alors que Trump critique Ilhan Omar, la foule de Caroline du Nord réagit en scandant : « Renvoyez-la, renvoyez-la ! »,. Trump prétend également à tort que les quatre femmes du Congrès auraient utilisé le terme « mauvais juifs » ; mais aucune d'elle ne l'a fait.  
Un sondage CBS News et YouGov auprès de près de 2100 adultes américains, mené du 17 au 19 juillet, révèle que les répondants républicains sont plus informés sur les quatre femmes démocrates que les démocrates. Les femmes du Congrès ont des notes très défavorables parmi les répondants républicains et des notes favorables parmi les répondants démocrates. Dans un article d'opinion du New York Times, l'historienne Barbara Ransby (en) écrit : « The Squad a ouvert de nouveaux horizons en réanimant un esprit combatif au sein du Parti démocrate et en ravivant son flanc gauche »
Fin juillet 2019, l'Association des présidents des comtés républicains de l'Illinois qualifie les quatre membres du Congrès de « Jihad Squad » dans un message Facebook qui a ensuite été supprimé. Le président du Parti républicain de l'Illinois, Tim Schneider, condamne « le fait d'évoquer la race ou la religion comme base d'un désaccord politique ».
En août 2019, Israël empêche Ilhan Omar et Rashida Tlaib de se rendre dans le pays, un renversement de la déclaration de juillet 2019 de l'ambassadeur d'Israël aux États-Unis, Ron Dermer, selon laquelle « tout membre de la Chambre » serait autorisé à entrer dans le pays. Un porte-parole du ministre israélien de l'Intérieur, Aryé Dery, attribue l'interdiction au soutien d'Omar et de Tlaib au BDS (Boycott, désinvestissement et sanctions). Un porte-parole du Premier ministre israélien Benyamin Netanyahu déclare qu'Omar et Tlaib avaient uniquement l'intention de se rendre en Palestine et n'avaient pas prévu de réunion avec des politiciens israéliens. Moins de deux heures avant l'interdiction, le président américain Donald Trump tweete qu'Israël autorisant la visite « ferait preuve d'une grande faiblesse » car Omar et Tlaib « détestent Israël et tout le peuple juif ». Omar répond que Netanyahu a cédé à la demande de Trump et que « l'interdiction musulmane de Trump est ce qu'Israël met en œuvre ». Tlaib qualifie le blocage de « faiblesse ». Les législateurs américains des partis démocrate et républicain critiquent la décision israélienne et demandent à Israël de retirer l'interdiction,. Trump applaudit la décision d'Israël tout en poursuivant sa critique d'Omar et de Tlaib ; il les décrits comme « le visage du Parti démocrate, et ils DÉTESTENT Israël ». Un jour après l'interdiction, Rashida Tlaib est finalement autorisée à entrer en Israël pour rendre visite à sa famille après qu'elle « se soit engagée à accepter toutes les demandes d'Israël de respecter les restrictions qui lui étaient imposées lors de la visite » et « a promis de ne pas faire de boycott contre Israël lors de la visite ». En réponse, Tlaib déclare qu'elle ne se rendrait pas en Israël, tweetant que cela « s'opposerait à tout ce [qu'elle] croit - lutter contre le racisme, l'oppression et l'injustice »
Ocasio-Cortez, Omar et Tlaib soutiennent Bernie Sanders à la présidence en 2020, tandis que Pressley soutient Elizabeth Warren.
'The Squad Victory Fund', un comité d'action conjoint, est mis en place par The Squad pour collecter des fonds pour leurs campagnes individuelles et d'autres campagnes progressistes en juillet 2020,.
Les quatre membres sont réélues en 2020. Pressley est incontestée lors de sa primaire, tandis qu'Ocasio-Cortez, Tlaib et Omar battent largement les opposants.

## Membres
Les quatre membres originales du Squad avaient déjà été considérées comme un groupe, avant même que le nom ne soit largement adopté,. Cependant, selon Mediaite, les médias utilisent actuellement « Squad » pour désigner « presque exclusivement » ce groupe.
| Membre                   | Date de naissance | District                     | Parti           | Études                              | Élue en |
| ------------------------ | ----------------- | ---------------------------- | --------------- | ----------------------------------- | ------- |
| Alexandria Ocasio-Cortez | 13 octobre 1989   | 14e district de New York     | Parti démocrate | Université de Boston                | 2019    |
| Ilhan Omar               | 4 octobre 1982    | 5e district du Minnesota     | Parti démocrate | Université d'État du Dakota du Nord | 2019    |
| Ayanna Pressley          | 3 février 1974    | 7e district du Massachusetts | Parti démocrate | Université de Boston                | 2019    |
| Rashida Tlaib            | 24 juillet 1976   | 13e district du Michigan     | Parti démocrate | Université de Wayne State           | 2019    |

### Membres suggérés
Le 16 juillet 2019, The Onion publie un article satirique affirmant que le représentant de 82 ans Bill Pascrell avait demandé à les rejoindre, ce qui est confirmé en plaisantant par lui et accepté par Omar. Le jour de sa publication, Pascrell retweete l'article, marquant Ocasio-Cortez, Omar, Pressley et Tlaib pour lui demander s'il pouvait les rejoindre. Ocasio-Cortez répond en acceptant Pascrell en tant que membre de l'équipe,.
Au cours des primaires démocrates de 2020, il est suggéré que Jamaal Bowman, Cori Bush et Marie Newman — qui ont tous défié avec succès les membres sortants de la Chambre des représentants, ainsi que Mondaire Jones, qui a d'abord défié un titulaire avant de remporter la primaire après que la titulaire ait annoncé sa retraite — pourrait rejoindre le groupe en 2021,,,. Ritchie Torres est un autre nom qui pourrait éventuellement être ajouté,.

## Voir également
- Femmes à la Chambre des représentants (en)